# طيور نقارة
الطيور النقارة (الاسم العلمي: Pici) هي رتيبة من الطيور تتبع طائفة الطيور من شعبة الحبليات.

## فيالق
- النقارينات
  - النقارية الحقيقية
- الطوقانينات
  - الطوقانية
  - البربيتية